# Ilybius aenescens
Ilybius aenescens là một loài bọ cánh cứng trong họ Bọ nước. Loài này được Thomson miêu tả khoa học năm 1870.